# Deutsche Botschaft Caracas
Die Deutsche Botschaft Caracas ist die diplomatische Vertretung der Bundesrepublik Deutschland in der Bolivarischen Republik Venezuela.

## Lage und Gebäude
Die Kanzlei der Botschaft befindet sich im Stadtviertel La Castellana, im Nordosten des Zentrums der venezolanischen Hauptstadt Caracas. Die Vertretungen Portugals und des Vereinigten Königreichs liegen in unmittelbarer Nachbarschaft. Die Straßenadresse lautet: Avenida Eugenio Mendoza y Avenida José Angel Lamas, Edificio La Castellana, 10. Stock, La Castellana, Caracas.
Die Kanzlei der Botschaft ist im 10. Stockwerk des Bürozentrums Torre La Castellana untergebracht.

## Auftrag und Organisation
Die Botschaft Caracas hat den Auftrag, die deutsch-venezolanischen Beziehungen zu pflegen, die deutschen Interessen gegenüber der Regierung von Venezuela zu vertreten und die Bundesregierung über Entwicklungen in Venezuela zu unterrichten.
In der Botschaft bestehen die Arbeitsbereiche Politik, Wirtschaft sowie Kultur und Bildung.
Das Referat für Rechts- und Konsularaufgaben der Botschaft bietet deutschen Staatsangehörigen konsularische Dienstleistungen und Hilfe in Notfällen an. Der konsularische Amtsbezirk der Botschaft umfasst ganz Venezuela. Die Visastelle erteilt Einreisegenehmigungen für venezolanische Staatsangehörige und in Venezuela wohnhafte Bürger dritter Staaten.
Ein Honorarkonsul der Bundesrepublik Deutschland ist in Maracaibo bestellt und ansässig.

## Geschichte
Die Bundesrepublik Deutschland richtete am 28. April 1952 eine Gesandtschaft in Caracas ein, die am 15. Juni 1955 in eine Botschaft umgewandelt wurde.
Zunächst der Norddeutsche Bund und dann das Deutsche Reich war von 1868 bis 1941 durchgehend durch Gesandte vertreten.
Die DDR eröffnete nach Aufnahme diplomatischer Beziehungen am 24. Juli 1973 ebenfalls eine Botschaft, die zunächst auf Ebene eines Geschäftsträgers, ab 1977 durch einen Botschafter geleitet wurde. Mit dem Beitritt der DDR zur Bundesrepublik Deutschland im Jahr 1990 wurde diese geschlossen.